# 19612 Ноордунг
19612 Ноордунг (19612 Noordung) — астероїд головного поясу, відкритий 17 липня 1999 року.
Тіссеранів параметр щодо Юпітера — 3,518.